# 永井直吉
永井 直吉（ながい なおよし）は、江戸時代前期の摂津国高槻藩の世嗣。通称は左門。

## 略歴
徳川秀忠の御小姓、御書院番だった永井直清（のち摂津高槻藩主）の嫡男として誕生。母は高木正次の娘。正室は高木正綱の娘。
寛永12年（1635年）に3代将軍・徳川家光に拝謁するが、間もなく廃嫡された。代わって長男・直時が嫡子となり、父直清の家督を継いだ。
寛文9年（1669年）、53歳で没した。